# Risma
Risma S.A. ist eine marokkanische Hotelkette mit Sitz in Casablanca.
Die Gruppe ist die Nr. 1 in Marokko und betreibt 12 Hotels im Mittelklasse- und Luxussegment unter den Namen Sofitel, Mercure, Pullman, MGallery und Novotel und 15 Hotels im Bereich Economy Hotels unter dem Namen Ibis und Ibis Budget. Mehr als die Hälfte der Hotels befinden sich in Casablanca (7), Rabat (4) und Marrakesch (4).
Die Marke Ibis ist nicht vollständig im Besitz von Risma. Die Ibis Budget Hotels sind teilweise im Besitz der Akwa Group. Die größten Aktionäre sind die Royale Marocaine d’Assurance (36,7 %) und Accor (33,3 %).
Die Aktien sind an der Bourse de Casablanca notiert und Teil des Moroccan All Shares Index (MASI).

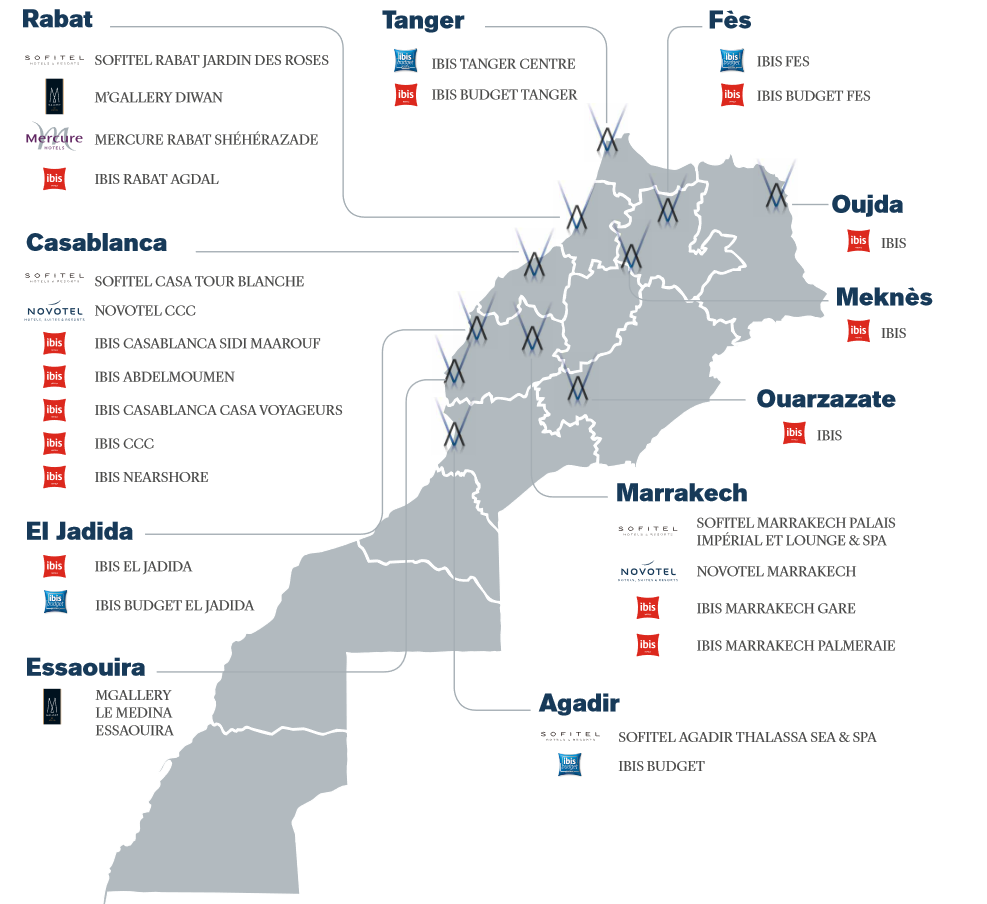
Die Hotels der Gruppe Risma (2021)

## Geschichte
Risma wurde 1993 von der Accor-Gruppe gegründet, um die Mietverträge für zwei Coralia-Feriendörfer in den Städten Agadir und Marrakesch zu verwalten. Überzeugt vom touristischen Potenzial des Königreichs, beschloss Accor, seine Präsenz in Marokko zu verstärken und unterzeichnete ein Rahmenabkommen mit der marokkanischen Regierung mit dem Ziel, langfristig eine Kapazität von 7000 Zimmern zu schaffen. 1996 wurde Risma in eine Aktiengesellschaft umgewandelt. 1997 erfolgte die Übernahme der Moussafir-Kette, die aus sechs Einheiten besteht. Die Kette wurde unter der Marke Ibis weiterentwickelt.
Im Jahr 1999 schließt sich Accor mit einer Gruppe marokkanischer Institutionen zusammen, nämlich Asma Invest, BMCE Bank, Mamda-Mcma, Nexity, RMA-Watanya und der CFG Bank, um ein führendes Tourismusunternehmen in Marokko zu schaffen.
2006 erfolgte der Börsengang im Rahmen einer Kapitalerhöhung durch die Ausgabe von 1.041.666 neuen Aktien. 2007 wurde das Hilton Hotel in Rabat durch Risma übernommen. Es wurde ab 2009 unter der Marke Sofitel betrieben. Im gleichen Jahr erfolgte die Eröffnung des ersten Novotel-Hotels in Afrika in Casablanca. In den Folgejahren wurden weiter Hotelketten übernommen und einzelne Hotels eröffnet.